# Мактаб ел хадамат
Мактаб ел хадамат (арап. ор مكتب خدمات المجاهدين العرب, енгл. Makhtab al-Khidmat, такође енгл. Maktab Khadamāt al-Mujāhidīn al-'Arab), позната и као Авганистански сервисни биро, служба је коју је 1980. године у Пешавару (Пакистан) основао палестински шеих Абдулах Јусуф Азам са циљем да обезбеђује финансијска средства и да из целог света регрутује муслиманске борце (муџахедине), за ослободилачки рат Авганистана против окупације Совјетског Савеза и „неверничких“ локалних структура.
Осама бин Ладен, богаташки син из Саудијске Арабије радио је

као ученик и помоћник Јусуфа Азама и после његове погибије у атентату 1989. године, учврстио је и проширио већ постојећу организацију, практично оснивајући међународну терористичку мрежу Ал Каида.